# Adolf von Braunbehrens
Karl Dodo Adolf Braunbehrens, seit 1835 von Braunbehrens (* 23. April 1819 in Giersleben; † 29. April 1870 in Dessau) war ein deutscher Verwaltungsjurist.  

## Leben

### Herkunft
Adolf war er älteste Sohn des Geheimen Finanzrats Anton von Braunbehrens (1792–1859) und dessen Ehefrau Charlotte, geborene Walter (1792–1867). Sein Vater war am 3. August 1835 in den erblichen anhalt-köthischen Adelsstand erhoben worden.

### Karriere
Nach dem Abitur am Gymnasium Martineum Halberstadt studierte Braunbehrens Rechtswissenschaft an der Rheinischen Friedrich-Wilhelms-Universität Bonn und der Universität Leipzig. Er war Mitglied der Corps Borussia Bonn und Misnia.
Braunbehrens war 1863 bis 1868 Herzoglich anhalt-dessauischer Regierungsvizepräsident und von September bis November 1868 Regierungspräsident. 1863 bis 1870 war er Mitglied des Speziallandtags des Herzogtums Köthen und des Gesamtlandtag des Herzogtums Anhalt. Er wurde in der Kurie der Ritterschaft gewählt. Er starb kurz nach seinem 51. Geburtstag.

### Familie
Er hatte sich am 3. Januar 1850 in Köthen mit Ottilie von Axleben genannt Magnus (1826–1906) verheiratet. Aus der Ehe gingen die Töchter Marie (1853–1874) und Anna (1857–1920) hervor.